# Helena Bursiewicz
Helena Bursiewicz (ur. 13 września 1933 w Bielsku, zm. 22 kwietnia 1978) – polska lekarka i działaczka społeczna, posłanka na Sejm PRL VII kadencji (1976–1978).

## Życiorys
Ukończyła studia w Pomorskiej Akademii Medycznej w Szczecinie, gdzie w 1968 uzyskała również doktorat. W latach 70. kierowała Działem Opieki Specjalistycznej i Diagnostyki w Przemysłowym Specjalnym Zespole Opieki Zdrowotnej w Szczecinie. W 1970 wstąpiła do Stronnictwa Demokratycznego, w którym od 1974 zasiadała w Wojewódzkim Komitecie. Była radną Wojewódzkiej Rady Narodowej (1972–1975). W 1976 weszła w skład Sejmu VII kadencji, zasiadając w Komisji Przemysłu Ciężkiego, Maszynowego i Hutnictwa.
Odznaczona Odznaką Honorową Gryfa Pomorskiego, Medalem 30-lecia Polski Ludowej i Srebrnym Krzyżem Zasługi.